# Aeolothrips pallidicornis
Aeolothrips pallidicornis är en insektsart som beskrevs av Ian A. Hood 1938. Aeolothrips pallidicornis ingår i släktet Aeolothrips och familjen rovtripsar. Inga underarter finns listade i Catalogue of Life.